# 梅达尔德
梅达尔德是德国莱茵兰-普法尔茨州的一个市镇。总面积5.99平方公里，总人口493人，其中男性255人，女性238人（2011年12月31日），人口密度82人/平方公里。